# زيغ محرقي

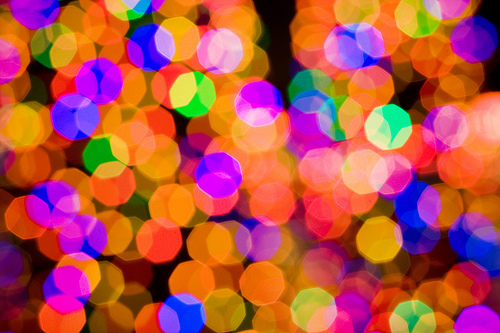
مثال على صورة لأضواء مأخوذة ببعد بؤري يسبب غبشا واضحا.

الزيغ المحرقي أو الغبش البصري هو نوع من أنواع الزيغ الذي يحدث عندما لا تلتقي كل الفوتونات القادمة من نقطة واحدة في جسم ما، عند نفس النقطة على حساس الكاميرا أو حتى شبكية العين. النتيجة من هذا هو صورة ضبابية متداخلة في بعضها، حيث أن الفوتنات القادمة من نقطة واحدة في الجسم, تنتشر على بقعة بدل نقطة مثل الواقع.

## اقرأ أيضاً
- زيغ